# Illydiusz (imię)
Illydiusz, greckie imię pochodzące od określenia członka ludu w Dalmacji Hyllos, lub równobrzmiącego imienia syna Heraklesa. Imieniu Illydiusz odpowiadają  (łac.) Illydius, Illidius, a także francuskie Allyre. Imieniny 7 lipca i 5 czerwca.